# 分解者
分解者（ぶんかいしゃ）とは、生物群集において溶脱、細片化、異化作用からなる分解活動を行ったり、それを補助している生物を指す。食物連鎖に於いて生産者と消費者に対置する言葉である。
生態系の物質循環の観点からは、生産者の生産した有機物を分解して無機物に異化することで二酸化炭素を大気に放出し、この過程で有機態の養分を植物の無機養分に変換するなどの役割を担う。細菌・菌類などの微生物が、分解者としての活動の主要な担い手である。
一般に、食物連鎖の上では、消費者が、生きた植物体を食べる植食者から連なる生食連鎖系に属する生物系列を指すのに対し、植物遺体を栄養源とする腐植連鎖系に属する生物系列を指す。

## 分解者の定義
分解者は、生態系の物質循環を考える場合に、生産者、消費者と対置される概念である。生産者は、光合成によって太陽エネルギーを用いて炭酸同化し、生態系のエネルギーを生産する独立栄養生物である。消費者と分解者は従属栄養であり、生産者が固定したエネルギー（有機物）を消費することで生活する。一般に、消費者は生きた植物組織を起点とした食物網（生食食物網）に属するのに対し、分解者は枯死植物遺体を起点とする食物網（腐植食物網）に属する。あるいは、生食連鎖系に属している動物遺体を起点とする食物網に属する。
実際には、生食食物網の生物遺体を分解者が利用したり、分解者群集に属する生物（トビムシ・トビムシ食のクモ・ミミズ・ミミズ食のオサムシ等）を生食連鎖系の生物（例えば鳥）が捕食する、あるいは幼虫期を腐植食物網で過ごし、成虫期を地上で暮らす双翅目昆虫など、生食、腐食食物網の間に複雑なリンクがあり（腐植流入）、厳密な意味で消費者、分解者を定義するのが難しい場合がある。
理科の教科書の説明には、“分解者は有機物を無機物に分解する”とある。しかし、これはすべての従属栄養生物が行っている。
もう一つの説明では、分解者は“分解困難な物質を分解する”というものである。実際、植物遺体などは主成分がセルロース、リグニンであり、これらを消化分解できる酵素を持つ動物は少なく、草食動物の多くは充分に分解し切れずに糞として排出するか、腸内の共生微生物に分解させるなどしている。主として菌類と細菌がこれを分解する。

## 分解者の働き
陸上生態系においては、消費者群集に消費される生産者の生物量は少なく、ほとんどの光合成産物は土壌腐植連鎖系へと流れる。例えば、森林生態系における消費者の植物消費量は1割にも満たない。残りの9割を利用し、固定した有機物を無機化し、再び植物が再利用できる二酸化炭素と無機養分に変換するのが分解者の役割である。即ち、陸上生態系における物質の流れは、生産者による有機物生産と分解者による無機化のサイクルが卓越しているのが特徴である。このことは、陸上生物の世界では、我々の目に見えやすい生食連鎖における食う食われるの栄養段階の関係が、全体の流れの中ではさほど一般的ではないことをしめしているのかもしれない。
生態系における物質循環は、主として上記のような微生物による有機物の無機化が極めて重要である。土壌の呼吸、即ち有機物の無機化のうち、9割程度が微生物によってなされている。陸上生態系の炭素循環では、生食連鎖においても腐植連鎖においても動物の消費量は小さい。
分解者としての動物は、植物遺体をかみ砕いたり、糞として土壌の団粒構造を作るなど、物理的に土壌構造を改変したり、微生物を摂食することで微生物群集の種間関係に作用することで、微生物が行う植物遺体の分解活動に影響を与える。また、植物遺体の摂食による団粒構造の形成は、適度な孔隙を土壌に与え、生産者である植物の根の呼吸阻害、成長阻害を緩和したり、水分の透水性、保水性を維持する上で極めて重要である。
老廃物や遺体には、動物には分解困難な成分が多く含まれているため、その過程は複雑である。たとえば、ササラダニは落ち葉を齧り取って食べ、糞をする。しかし、彼らはセルロース分解能を持っていない。彼らの腸内では、落ち葉の中に生息する細菌や菌類の菌糸や胞子が消化されているらしい。あるいは、微生物を摂取することで、菌類の持つ酵素を利用しているのだとの説もある。いずれにせよ、セルロースなどの消化そのものは菌類に依存していると見られる。また、植物遺体は多糖類を多く含むため、エネルギー量はあるが、食物としては、窒素やリンなどの成分が足りない。この点で、菌類や細菌が侵入し、周囲からそれらの成分を吸収して自らの体を作ることで、小動物にとって、よりバランスの取れた食物となる。
小型動物は一方的に微生物に依存しているわけではない。菌類の側から見れば、ササラダニが葉を噛み壊し、細片にすることで菌糸の進入が容易になるという利点もある。また、ある程度消化され、粒状になった糞に菌が進入してこれを消化する。この様に、微生物と小型動物の共同作業で、植物遺体は分解されて行くわけである。その意味で、それらをまとめて分解者と見なすことができる。
植物遺体などは、このような働きがあることによって、あらためてその養分物質が生産者に利用されるようになる。

## 海洋生態系における分解者
海の場合、動物遺体に関しては、関わる分類群は違っているが、状況としては似たようなものである。しかし、植物遺体に関しては、陸上とは異なり、落葉落枝が地面に積み重なることはない。したがって、陸上の場合の土壌のように、ここに分解者が集まっている、と指定できる部分はない。
海中では、糞は水中にちらばり、動植物遺体は最初の段階では大きな塊であっても、次第にそれらは微細な粒子となって海中を漂うことになる。これをデトリタス（懸濁物・浮泥）という。
デトリタスの原材料は、動物の糞やプランクトンの死骸などであるが、次第にその微生物の表面に（主として細菌類）が繁殖し、それによって栄養価が高まる。海中には、このデトリタスを摂取して生活する動物が広範囲に存在する。それらをデトリタス食者という。デトリタスの取りかたは様々で、二枚貝やホヤのように体内に海水を取り込み、腮でこしとって食べるもの、ケヤリムシやウミシダのように、大きく広がった腮や触手を伸ばし、その表面で集めるもの、オオヘビガイのように粘液で網を作って集めるもの、ナマコのように海底に沈んだものを拾い集めるものなど、様々なやり方がある。